# آلکساندریا، استان سیلسیان
الکساندریا، سیلسیان ویوودشیپ (به لاتین: Aleksandria, Silesian Voivodeship) یک منطقهٔ مسکونی در لهستان است که در Gmina Konopiska واقع شده‌است.

## خصوصیات
الکساندریا ۲٬۱۳۱ نفر جمعیت دارد و ۲۷۵ متر بالاتر از سطح دریا واقع شده‌است.